# متادین

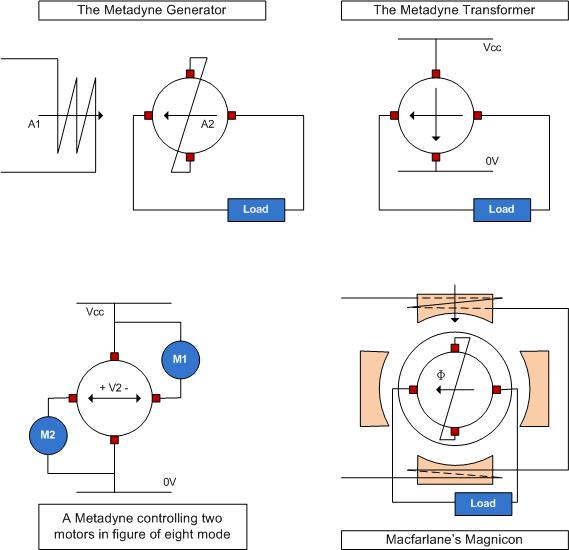
مدار متادین

متادین (انگلیسی: Metadyne) دستگاهی الکتریکی جریان مستقیم با جاروبکهای جفتی است. این دستگاه می‌تواند همانند تقویت‌کننده الکترونیکی یا ترانسفورماتور چرخشی به کار گرفته شود.